# Compatibiliteit (informatica)
Met compatibiliteit in de informatica wordt de mate bedoeld waarin programma's of software samenwerken. Bij volledige compatibiliteit wordt gesproken van interoperabiliteit. Wanneer een programma niet compatibel is met bepaalde software, zoals een besturingssysteem, zal het programma niet werken op dat besturingssysteem. Dit kan ook toegepast worden op hardware, bijvoorbeeld wanneer een bepaald CPU-type niet werkt met een bepaald type moederbord is het niet compatibel. 
Verder kan compatibiliteit ook toegepast worden op softwarelicenties: wanneer licenties gelijkaardige voorwaarden stellen zijn deze compatibel met elkaar.

## Voorbeelden
- Een programma gemaakt voor GNU/Linux werkt niet op Windows en omgekeerd (niet compatibel).
- LibreOffice kan .docx-bestanden openen en is dus compatibel met Microsoft Office.